# Greneville-en-Beauce
Greneville-en-Beauce és un municipi francès, situat al departament del Loiret i a la regió de Centre – Vall del Loira. L'any 2007 tenia 647 habitants.

## Demografia

### Població
El 2007 la població de fet de Greneville-en-Beauce era de 647 persones. Hi havia 248 famílies, de les quals 48 eren unipersonals (8 homes vivint sols i 40 dones vivint soles), 88 parelles sense fills, 96 parelles amb fills i 16 famílies monoparentals amb fills.
La població ha evolucionat segons el següent gràfic:
Habitants censats

### Habitatges
El 2007 hi havia 288 habitatges, 248 eren l'habitatge principal de la família, 20 eren segones residències i 20 estaven desocupats. 284 eren cases i 3 eren apartaments. Dels 248 habitatges principals, 216 estaven ocupats pels seus propietaris, 27 estaven llogats i ocupats pels llogaters i 5 estaven cedits a títol gratuït; 13 tenien dues cambres, 34 en tenien tres, 78 en tenien quatre i 123 en tenien cinc o més. 213 habitatges disposaven pel capbaix d'una plaça de pàrquing. A 92 habitatges hi havia un automòbil i a 135 n'hi havia dos o més.

### Piràmide de població
La piràmide de població per edats i sexe el 2009 era:
| Homes | Edats   | Dones |
| ----- | ------- | ----- |
| 0     | 95 o +  | 0     |
| 0     | 90 a 94 | 12    |
| 12    | 85 a 89 | 12    |
| 4     | 80 a 84 | 0     |
| 4     | 75 a 79 | 20    |
| 16    | 70 a 74 | 8     |
| 12    | 65 a 69 | 8     |
| 44    | 60 a 64 | 8     |
| 20    | 55 a 59 | 24    |
| 20    | 50 a 54 | 32    |
| 16    | 45 a 49 | 24    |
| 0     | 40 a 44 | 4     |
| 36    | 35 a 39 | 4     |
| 28    | 30 a 34 | 40    |
| 24    | 25 a 29 | 16    |
| 12    | 20 a 24 | 12    |
| 8     | 15 a 19 | 24    |
| 12    | 10 a 14 | 8     |
| 16    | 5 a 9   | 16    |
| 16    | 0 a 4   | 16    |

## Economia
El 2007 la població en edat de treballar era de 386 persones, 301 eren actives i 85 eren inactives. De les 301 persones actives 276 estaven ocupades (149 homes i 127 dones) i 25 estaven aturades (10 homes i 15 dones). De les 85 persones inactives 36 estaven jubilades, 33 estaven estudiant i 16 estaven classificades com a «altres inactius».

### Ingressos
El 2009 a Greneville-en-Beauce hi havia 265 unitats fiscals que integraven 676,5 persones, la mediana anual d'ingressos fiscals per persona era de 19.530 €.

### Activitats econòmiques
Dels 17 establiments que hi havia el 2007, 3 eren d'empreses extractives, 1 d'una empresa alimentària, 5 d'empreses de construcció, 2 d'empreses de comerç i reparació d'automòbils, 2 d'empreses d'hostatgeria i restauració, 2 d'empreses de serveis i 2 d'empreses classificades com a «altres activitats de serveis».
Dels 7 establiments de servei als particulars que hi havia el 2009, 1 era un paleta, 1 fusteria, 1 lampisteria, 2 electricistes i 2 restaurants.
L'únic establiment comercial que hi havia el 2009 era una fleca.
L'any 2000 a Greneville-en-Beauce hi havia 24 explotacions agrícoles que ocupaven un total de 1.848 hectàrees.

## Equipaments sanitaris i escolars
El 2009 hi havia una escola elemental.

## Poblacions més properes
El següent diagrama mostra les poblacions més properes.